# فرودگاه دنهام
فرودگاه دنهام (به انگلیسی: Denham Aerodrome) یک فرودگاه همگانی است که یک باند فرود آسفالت دارد و طول باند آن ۷۷۵ متر است. این فرودگاه در کشور انگلستان قرار دارد و در ارتفاع ۷۶ متری از سطح دریا واقع شده‌است.